# Ceriselma
Ceriselma is een geslacht van kevers uit de familie oliekevers (Meloidae).
Het geslacht is voor het eerst wetenschappelijk beschreven in 1942 door Borchmann.

## Soorten
Het geslacht omvat de volgende soorten:
- Ceriselma antennalis (Borchmann, 1942)
- Ceriselma methneri (Borchmann, 1942)